# 罗清生
罗清生（1898年4月4日—1974年7月14日），广东省南海县（今佛山市南海区）人，兽医学家。罗清生是南京农业大学动物医学院、中国畜牧兽医学会的主要创建人之一，被称为中国教育事业奠基人。
1898年，罗清生在南海出生。幼年，随父亲罗品卿生活在广州。
1911年，罗清生考取“庚子赔款”留学基金公费留学，在清华学堂留美预科班学习。1919年，罗清生毕业并入读堪萨斯州立大学兽医学院。1923年，罗清生获得兽医师博士学位并回国。
罗清生回国后在国立东南大学任畜牧系兽医教员并代理系主任。1928年，国立东南大学经合并更名为国立中央大学，罗清生任畜牧兽医系教授。1935年创办中国第一本畜牧兽医学术期刊《畜牧兽医季刊》（今《畜牧与兽医》），这是中国历史最久的畜牧兽医期刊。1936年，与蔡无忌等发起成立中国畜牧兽医学会。1937年，罗清生编著中国第一部《家畜传染病学》高等学校教材。1940年，发起成立中华畜牧兽医出版社（1958年并入江苏人民出版社）。1947年，罗清生任兽医系主任，之后兼任农学院院长。1948年，任教务长，不再兼任农学院院长。
1956年，罗清生加入中国共产党。同年，被授予一级教授。1957年1月，罗清生任南京农学院（今南京农业大学）副院长。1963年，参与制定全国农业科技规划。1964年在中国首次用电子显微镜发现鸭病毒性肠炎（鸭瘟）病毒，并研制出中国第一株鸭瘟弱毒疫苗（南农64株）。
1964年，罗清生当选第三届全国人民代表大会代表。
1974年，罗清生因心脏病在江苏省南京市逝世。
罗清生夫人王潜昭临终前留下罗清生遗愿，由其长子罗定江（中国科学院研究员）、次子罗定江（中国人民大学副教授）将其存款1.1万元捐献给南京农业大学兽医系作为罗清生奖学金基金。1986年，南京农业大学颁发首届罗清生奖学金。